# كارولين جاك
كارولين جاك (بالإنجليزية: Caroline Jack) هي لاعب هوكي الحقل جنوب أفريقية، ولدت في 29 يوليو 1978.

## وصلات خارجية
- كارولين جاك على موقع الاتحاد الدولي للهوكي (الإنجليزية)
- كارولين جاك على موقع أوليمبيديا (الإنجليزية)
- كارولين جاك على موقع اتحاد ألعاب الكومنولث (مؤرشف) (الإنجليزية)
- كارولين جاك على موقع دورة ألعاب الكومنولث 2006 (مؤرشف) (الإنجليزية)